# 휴스턴 매버릭스
휴스턴 매버릭스(영어: Houston Mavericks)는 텍사스주 휴스턴을 연고지로 하는 1967년부터 1969년까지 ABA 서부 디비전 소속 프로 농구 팀이다. 홈 구장은 샘 휴스턴 콜리시엄이다.
1969년 연고지를 노스캐롤라이나주 샬럿 (캐롤라이나 쿠커스(영어: Carolina Cougars))로 이전했다.
1971년부터 현재까지 같은 연고지(텍사스주 휴스턴)에 휴스턴 로키츠(영어: Houston Rockets)가 있다.

## 역대 홈경기장
| 경기장             | 사용기간      | 수용인원 | 장소            | 비고 |
| ------------------ | ------------- | -------- | --------------- | ---- |
| 휴스턴 매버릭스    |               |          |                 |      |
| 샘 휴스턴 콜리시엄 | 1967년~1969년 | 9,200명  | 텍사스주 휴스턴 | 빈칸 |

## 역대 감독
| 감독            | 임기          |
| --------------- | ------------- |
| 휴스턴 매버릭스 |               |
| 슬레이터 마틴   | 1967년~1968년 |
| 아트 베커       | 1968년~1969년 |
| 짐 위버         | 1969년        |

## 같이 보기
- 휴스턴 로키츠
- 휴스턴 코메츠